# Laura Bridgman
Laura Dewey Bridgman, född 21 december 1829 i Hanover, New Hampshire, död 24 maj 1889 i Boston, Massachusetts, var en amerikansk kvinna som var den första dövblinda människan i världen som lärde sig språk och kunde kommunicera med andra människor.

## Barndom
Laura Bridgman föddes seende. Vid två års ålder fick hon och två äldre systrar scharlakansfeber. Systrarna dog och Bridgman förlorade genom sjukdomen både syn och hörsel. Snart efteråt slutade hon tala. Hon utvecklade ett eget teckenspråk för att kommunicera med familjen, men när de inte förstod henne råkade Bridgman – precis som Helen Keller – i raseri.

## Utbildning
I oktober 1837 flyttade den nästan 8-åriga Bridgman till Perkins-institutionen i Boston där Samuel Gridley Howe började undervisa henne. Howe, som var lärare för blinda, hade just träffat en 30-årig dövblind kvinna, Julia Brace, som levde i en skola för döva och klarade sig ganska bra med teckenspråk. Bekantskapen med Brace inspirerade Howe att utveckla en egen metod för att undervisa dövblinda människor. 
Bridgman, som trivdes i skolan, fick flera bekanta saker som hon måste beröra, till exempel en mugg. På muggen stod "mug" i reliefskrift (inte i braille – Louis Brailles uppfinning var helt ny och Howe och många andra ogillade punktskriften). Barnet kände skriften på sakerna med sina fingrar och så småningom förstod hon att bokstäverna var föremålets namn. Bridgmans stora genombrott kom just precis med en nyckel och ordet "key"! Då begrep hon att allting i världen har sitt eget namn. 
Sen lärde hon sig dövas eget alfabet som stavades med fingrarna – hon berörde reliefskriften med den ena handen och samtidigt stavade läraren fingeralfabetet i hennes andra hand.
Snart kunde hon kommunicera med andra människor.

## Berömdhet
När Charles Dickens kom till Amerika besökte han Perkins-skolan och träffade Bridgman. Efteråt beskrev han hennes framgång på ett entusiastiskt sätt i boken "American Notes".
Många år senare läste Kate Keller – mor till Helen Keller – Laura-Bridgman-kapitlet i "American Notes" och förstod att det fanns hopp för hennes dövblinda dotter Helen. Perkins-skolan skickade Laura Bridgmans vän Anne Sullivan till familjen Keller. 
Laura Bridgman bodde på skolan i hela sitt liv.

## Minne
Laura Bridgmans livshistoria föll ganska snart i glömska. Helen Kellers sensationella framgång överträffade hennes. 1903 skrev dock Howes dotter Laura Richards (som var uppkallad efter Laura Bridgman) biografin The Story of an Opened Door. Nästan hundra år senare, 2001, utkom Elizabeth Gitters biografi The Imprisoned Guest.